# Peel (Oregon)
Peel az Amerikai Egyesült Államok északnyugati részén, Oregon állam Douglas megyéjében, Glide közelében elhelyezkedő önkormányzat nélküli település.
Névadója Samuel W. Peel politikus és közlegény. Peel azon kevés nyugati parti települések egyike, amelyek valamely konföderációs katona nevét viselik. A posta 1888 és 1921 között működött. 1915-ben iskola is volt itt, Roseburgba pedig naponta postakocsi közlekedett.

## Fordítás
- Ez a szócikk részben vagy egészben  a   Peel, Oregon című angol Wikipédia-szócikk ezen változatának fordításán alapul.  Az eredeti cikk szerkesztőit annak laptörténete sorolja fel. Ez a jelzés csupán a megfogalmazás eredetét és a szerzői jogokat jelzi, nem szolgál a cikkben szereplő információk forrásmegjelöléseként.